# 布伦达·菲利普斯
布伦达·菲利普斯（英語：Brenda Phillips，1958年1月18日—），津巴布韦女子曲棍球运动员。她曾代表津巴布韦国家队参加1980年夏季奥林匹克运动会曲棍球比赛，获得一枚金牌。